# 305 до н. е.

## Події
- проголошення Птолемеєм І себе царем Єгипту
- збудована консулом Тиберієм Мінуцієм Авгурином Мінуцієва дорога
- Битва при Торгіумі

## Народились
- Каллімах — давньогрецький поет.